# Juan Montero (Fußballspieler)
Juan Montero Jara (* 1910; † 16. Mai 1939 in Santiago) war ein chilenischer Fußballspieler. Der Mittelfeldspieler lief in sieben Länderspielen für Chile auf.

## Karriere

### Verein
Juan Montero spielte mindestens von 1936 bis 1939 beim CSD Colo-Colo. In diesem Zeitraum gelangen den Albos mit Montero zwei Meisterschaften: 1937 und 1939. Im Mai 1939 starb Montero nach einer Schusswunde im Unterleib und akuten Bauchfellentzündung bei einer Schlägerei im Club de la Unión, einem Herrenklub, in Santiago de Chile.

### Nationalmannschaft
Juan Montero lief zwischen 1936 und 1939 insgesamt sieben Mal für die chilenische Nationalmannschaft auf. Sein Debüt gab er beim Campeonato Sudamericano 1937 unter Trainer Pedro Mazullo bei der 1:2-Niederlage gegen Argentinien. Beim Turnier bestritt Montero alle fünf Spiele für die La Roja, die nach einem sensationellen 3:0-Sieg gegen Uruguay, einem Unentschieden gegen Peru und drei Niederlagen dennoch nur Turnierfünfter wurde.
Beim Campeonato Sudamericano 1939 spielte Montero bei den Niederlagen gegen Paraguay und Peru. Am Ende folgte der vierte Platz der fünf teilnehmenden Teams. Das Spiel gegen Peru war das letzte Länderspiel des Mittelfeldspielers.

## Erfolge
Colo-Colo
- Chilenischer Meister: 1937, 1939